# Tchécoslovaquie aux Jeux olympiques d'été de 1952
La Tchécoslovaquie participe aux Jeux olympiques d'été de 1952. C'est la sixième fois de son histoire qu'elle prend part à l'aventure olympique. En Finlande, à Helsinki, la délégation tchécoslovaque remporte 11 médailles : 7 en or, 3 en argent et 3 en bronze. Le pays se hisse ainsi à la 6e place au rang des nations. Essentiellement grâce à la performance de ses athlètes qui récoltent 5 médailles dont 4 en or, dont trois du plus beau métal obtenues par le légendaire Emil Zátopek qui réalise un triplé historique : 5 000 mètres, 10 000 mètres et Marathon.

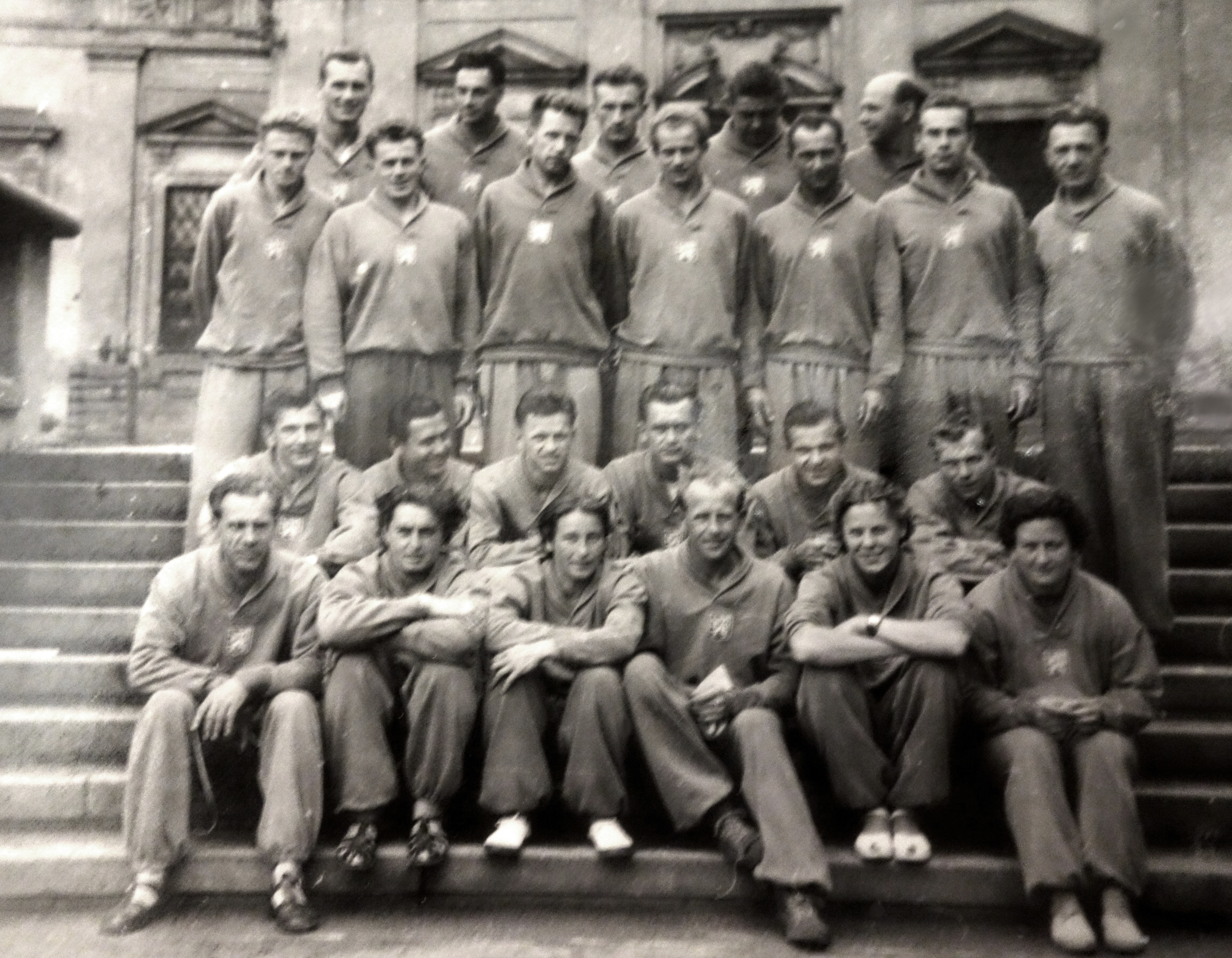
L’équipe d’athlétisme tchécoslovaque au complet.

## Liste des médaillés

### Médailles d'or
| Sport              | Discipline                       | Sportifs                                                                     | Performance            |
| Médailles d'or : 7 |                                  |                                                                              |                        |
| Athlétisme         | 10 000 mètres (H)                | Emil Zátopek                                                                 | 29 min 17 s 0 (OR)     |
| Athlétisme         | 5 000 mètres (H)                 | Emil Zátopek                                                                 | 14 min 6 s 6 (OR)      |
| Athlétisme         | Marathon                         | Emil Zátopek                                                                 | 2 h 23 min 03 s 2 (OR) |
| Athlétisme         | Lancer du javelot (F)            | Dana Zátopková                                                               | 50,47 m (OR)           |
| Aviron             | Quatre barré                     | Karel Mejta Jiří Havlis Jan Jindra Stanislav Lusk Miroslav Koranda (barreur) |                        |
| Boxe               | Poids plumes (-57 kg)            | Ján Zachara                                                                  |                        |
| Canoë-kayak        | 1 000 mètres canoë monoplace (H) | Josef Holeček                                                                |                        |

### Médailles d'argent
| Sport                  | Discipline                                 | Sportifs                                  | Performance       |
| Médailles d'argent : 3 |                                            |                                           |                   |
| Athlétisme             | 50 km marche (H)                           | Josef Doležal                             | 4 h 30 min 17 s 8 |
| Canoë-kayak            | 1 000 mètres canoë biplace (H)             | Jan Brzák-Felix Bohumil Kudrna Jiří Pecka |                   |
| Lutte                  | Lutte gréco-romaine, poids lourds, + 87 kg | Josef Růžička                             |                   |

### Médailles de bronze
| Sport                   | Discipline                                    | Sportifs | Performance |
| Médailles de bronze : 3 |                                               | |             |
| Canoë-kayak             | 10 000 mètres canoë monoplace (H)             | Alfréd Jindra |             |
| Gymnastique             | Concours général par équipes (F)              | Eva Bosáková Alena Chadimová Jana Rabasová Božena Srncová Hana Bobková Matylda Šínová Věra Vančurová Alena Reichová | 503.32 pts  |
| Lutte                   | Lutte gréco-romaine, poids légers, 62 - 67 kg | Mikuláš Athanasov                                                                                                   |             |